# Северский конноегерский полк
Северский конноегерский полк — кавалерийская воинская часть Русской армии, сформированная в 1668 году и упразднённая в 1833 году.

## История
В 1669 году (по официальной хронике 30 августа 1668 года) гетманом Демьяном Многогрешным из вольновербованных малороссийских казаков сформирован охочекомонный полк в 1000 казаков. К 1709 году было сформировано пять охочекомонных (компанейских) полков, именовавшихся по фамилиям своих полковников (командиров).
После измены гетмана Ивана Мазепы и перехода вместе с ним на шведскую сторону многих охочекомонцев, 17 июля 1709 года приказано иметь в русской армии из оставшихся верными русскому царю компанейцев три охочекомонных (компанейских) полка. 14 июля 1726 года их приказано переформировать в два охочекомонных (компанейских) полка.
19 апреля 1737 года учреждён третий охочекомонный (компанейский) полк.
В 1753 году названы 1-й, 2-й и 3-й Компанейские полки.
24 октября 1775 года полки переформированы в регулярные и названы 1-й, 2-й и 3-й легко-конные полки Малороссийской конницы.
1 мая 1779 года 2-й полк наименован 2-м легко-конным Северским полком Малороссийской конницы.
27 июня 1783 года приказано переформировать в 6-эскадронный полк. Наименован Северским конным полком Малороссийской конницы.
9 февраля 1784 года переформирован в карабинерный и наименован Северским карабинерным полком. В полку велено иметь один белый и пять цветных штандартов.
26 мая 1790 года 6-й эскадрон выделен на сформирование Киевского конноегерского полка.
29 ноября 1796 года переименован в Северский драгунский полк.
26 февраля 1798 года полку пожалованы штандарты (один с белым крестом и углами чёрными с оранжевым, и четыре с крестами оранжевыми и углами чёрными; бахрома серебряная).
5 октября 1798 года наименован Драгунским генерал-майора фон Дистерло полком.
28 мая 1800 года наименован Драгунским генерал-майора Есипова 2-го полком.
29 марта 1801 года вновь переименован в Северский драгунский полк.
16 мая 1803 года один эскадрон выделен на сформирование Новороссийского драгунского полка; взамен сформирован новый эскадрон.
17 декабря 1803 года учреждён запасный полуэскадрон, упразднённый 8 ноября 1810 года.
В декабре 1811 года полку присвоено старшинство с 1776 года (подтверждено 11 марта 1816 года).
17 декабря 1812 года переименован в Северский конноегерский полк. Штандарты велено сдать на хранение.
27 декабря 1812 года приказано привести полк в состав 6 действующих и 1 запасного эскадронов.
20 декабря 1828 года на гербы и пуговицы присвоен № 1.
18 октября 1829 года взамен запасного эскадрона приказано образовать пеший резерв.
2 апреля 1833 года приказано Северский конноегерский полк расформировать, в соответствие с Положением о переформировании кавалерии от 21 марта 1833 года. 1-й и 2-й эскадроны и пеший резерв, старшинство и знаки отличия переданы в Московский драгунский полк, 3-й и 4-й эскадроны — в Санкт-Петербургский уланский полк, 5-й и 6-й эскадроны — в Литовский уланский полк.
18 сентября 1856 года старшинство и знаки отличия Северского конноегерского полка переданы в Елисаветградский драгунский полк, сформированный тогда же из части эскадронов Лейб-драгунского Его Величества полка (Московского).
7 июля 1857 года Елисаветградский драгунский полк наименован Елисаветградским драгунским Его Королевского Высочества Принца Карла Баварского полком.
14 мая 1860 года к Елисаветградскому драгунскому полку присоединён штандартный взвод расформированного Лейб-кирасирского Псковского Ея Величества кадрового полка и полк переименован в Лейб-драгунский Псковский Ея Величества полк.

## Боевые действия
Полк участвовал в Северной войне 1700—1721 годов.
В ходе русско-турецкой войны в 1771 году участвовал в штурме крепостей Арабат, Керчь и Еникале.
В 1788 году во время следующей войны с Турцией полк назначен в состав Украинской армии.
Во время Отечественной войны 1812 года состоял в Дунайской армии. Отличился во время Заграничного похода 1813—1814 годов.

## Знаки отличия
30 августа 1814 года Северскому конноегерскому полку пожалованы серебряные трубы с надписью «Северскому Конноегерскому полку за отличные подвиги, оказанные в достопамятную кампанию, благополучно оконченную в 1814 г.».
В 1833 году трубы переданы в Московский драгунский полк, а в 1856 году — в Елисаветградский драгунский полк (с 1860 года — Лейб-драгунский Псковский Ея Величества полк).

## Шефы полка
- 03.12.1796 — 08.09.1797 — генерал-лейтенант Леванидов, Андрей Яковлевич
- 08.09.1797 — 05.10.1798 — генерал-майор Глазенап, Карл Иванович
- 05.10.1798 — 28.05.1800 — генерал-майор фон Дистерло, Степан Егорович
- 28.05.1800 — 18.05.1803 — генерал-майор Есипов, Фёдор Петрович
- 18.05.1803 — 12.06.1803 — генерал-майор Великопольский, Антон Петрович
- 12.06.1803 — 12.01.1804 — генерал-майор Венгерский, Пётр Алексеевич
- 15.01.1804 — 24.09.1806 — генерал-майор Бухгольц, Карл Карлович
- 28.09.1806 — 01.09.1814 — полковник (с 12.12.1807 генерал-майор) Денисьев, Лука Алексеевич
- 26.01.1816 — 02.04.1833 — великий князь (с 14.12.1825 император) Николай Павлович

## Командиры полка
- до 1795 — 23.11.1797 — полковник Белуха, Павел Дмитриевич
- 04.04.1798 — 11.07.1799 — полковник Сакен, Александр Христофорович
- 17.09.1799 — 19.01.1805 — полковник Черныш, Иван Иванович
- 24.04.1805 — 30.10.1806 — майор Петригин, Пётр Алексеевич
- 30.10.1806 — 25.09.1807 — полковник Шишкин, Николай Андреевич
- 06.06.1808 — 19.03.1826 — подполковник (с 06.04.1816 полковник) Лепарский, Станислав Романович
- 19.03.1826 — 02.04.1833 — полковник Катаржи, Павел Ильич